# Brachymeria weemsi
Brachymeria weemsi är en stekelart som beskrevs av Burks 1960. Brachymeria weemsi ingår i släktet Brachymeria och familjen bredlårsteklar. Inga underarter finns listade.